# 朱在鋗
修武长子朱在鋗（16世纪—1601年），明朝修武庄恪王朱朝堋庶长子。
万历二十一年（1593年）受封修武长子。万历二十六年（1598年），朱朝堋去世。万历二十九年（1601年），朱在鋗未及袭封也去世。万历四十年（1612年），朱在鋗的庶长子朱肃㶟袭封修武王。朱在鋗没有被追封为王的记载。